# Губский, Владимир Михайлович
Владимир Михайлович Губский (22 октября 1936, с. Ремонтное — 3 декабря 2024) — советский хозяйственный, государственный и политический деятель.

## Биография
Родился в 1936 году в селе Ремонтное. Член КПСС.
Окончил Донской сельскохозяйственный институт по специальности «агроном», Высшую партийную школу при ЦК КПСС.
До 1957 года — военнослужащий Советской армии.
В 1957—1965 годах — инструктор Ремонтненского райкома ВЛКСМ, комсорг колхоза имени XVII партконференции Ремонтненского района Ростовской области, первый секретарь Ремонтненского райкома ВЛКСМ.
В 1965—1977 годах — заведующий организационным отделом, секретарь, второй секретарь Ремонтненского райкома КПСС.
В 1977—1982 годах — первый секретарь Ремонтненского райкома КПСС.
В 1982—1990 годах — секретарь Ростовского обкома КПСС по сельскому хозяйству.
Народный депутат России (1990—1993). Делегат XXVII съезда КПСС.
Жил в Ростове-на-Дону. Скончался 3 декабря 2024 года.

## Награды
- Орден Октябрьской Революции
- Орден Знак Почёта